# المرحلة الثانية للمدرسة الثانوية في إيطاليا
تعد المرحلة الثانية للمدرسة الثانوية في إيطاليا هي المرحلة الثانية من الدراسات الإلزامية، حيث يدخل الطالب بعد الحصول على دبلوم المدرسة المتوسطة، مع إمكانية اختيار أي مؤسسة للالتحاق بها.
مدة الدراسة في المدارس العليا خمس سنوات، وتنقسم عادة إلى فترة مشتركة مدتها سنتان وفترة تخصص مدتها ثلاث سنوات ؛ يكمل الطالب هذه الدورة من الدراسات من سن 13 أو 14 إلى 18 أو 19. وفي نهاية المسار المدرسي يتم إجراء الاختبار النهائي مع إصدار الدبلوم؛ يسمح العنوان بالتسجيل في الجامعة.

## اختيار المدرسة
خلال السنة الثالثة من المرحلة الإعدادية يتم تزويد الطالب باقتراحات من أعضاء هيئة التدريس لاختيار المدرسة الثانوية (مقسمة حاليًا إلى معهد ثانوي وفني ومهني)، ولتسهيل الاختيار تنظم المدارس الثانوية أيامًا خاصة تكون فيها الزيارة ممكنة، ويتم تعريفها على أنها يوم مفتوح.
أثناء الدراسة يتم منح الطالب أيضًا خيار تغيير المؤسسات للانتقال إلى أخرى، ويتطلب الدخول إلى حقل جديد من الدراسة في بعض الأحيان امتحانات أو مقابلات إضافية (تمليها أسباب تعليمية).

## تاريخ

### توحيد إيطاليا
كانت المدرسة الثانوية التي تم إنشاؤها أولاً هي المدرسة الكلاسيكية، التي تأسست عام 1859 واقتصرت في البداية على مملكة سردينيا فقط، ثم مع التوحيد امتدت لتشمل جميع إيطاليا، كانت منظَّمة ليدخلها التلاميذ بعد التحاقهم بالمدرسة الابتدائية (التي كانت في ذلك الوقت أربع سنوات)، فيحضروا الصالة الرياضية لمدة خمس سنوات والمدرسة الثانوية لمدة ثلاث سنوات (ففي ذلك الوقت كانت تسمى هذه المدرسة الثانوية صالة رياضية).
في عام 1911 من أجل تجديد وتحديث نظام المدارس الثانوية الإيطالية تم إنشاء المدرسة الثانوية الحديثة، ويمكن لأولئك الذين حضروا السنوات الثلاث الأولى من الصالة الرياضية اختيار الجمنازيوم الكلاسيكي الرابع أو الصالة الرياضية الحديثة الرابعة. في عام 1923 قام وزير التعليم بإصلاح آخر، حيث تم إلغاء المدرسة الثانوية الحديثة، وفي مكانها تم إنشاء المدرسة الثانوية العلمية والمدرسة الثانوية للإناث والتي سيتم إلغاؤها لاحقًا، وأخيرًا في عام 1952 كان هناك إصلاح آخر، حيث تم إجراء بعض التغييرات في جداول مواد المدرسة الثانوية الكلاسيكية، وفي السبعينيات تم إنشاء أول مدارس ثانوية فنية.

### مشروع بروكا (1988-1992)
مشروع بروكا الذي سمي على اسم وكيل وزارة التعليم الإيطالي بنيامينو بروكا هو دراسة لمراجعة نظام المدارس الإيطالية الذي تم تنفيذه بين الثمانينيات والتسعينيات.
وقد أُنشئ في عام 1988، حيثُ تلقت لجنة بروكا أمر من وزير التعليم العام آنذاك جيوفاني جالوني لمراجعة برامج السنتين الأوليين من التعليم الثانوي العالي، بالنظر إلى تمديد التعليم الإلزامي إلى السنة السادسة عشرة، في العام التالي -مع الوزير الجديد سيرجيو ماتاريلا- وقعت أول نتيجة ملموسة للجنة أي وُضِع المجال المشترك لفترة السنتين، أعيد تشكيله في عام 1990 من قبل الوزير جيراردو بيانكو، وفي عام 1991 تم تمديد مسؤلية اللجنة لتشمل خطط الدراسة لمدة ثلاث سنوات، في عام 1992 -أثناء فترة ديريكاردو ميساسي- انتهى العمل.
تضمن المشروع 17 عنوان للدراسة، وظل الكثير منهم نشطًا حتى إصلاح جيلميني.

#### عناوين المدارس الثانوية
- الفني
- الكلاسيكي
- اللغوي
- الاجتماعي - التربوي
- العلمي
- العلمي التكنولوجي
- الموسيقي
- الكيميائي
- الهندسة الكهربائية والأتمتة
- الإلكترونيات والاتصالات السلكية واللاسلكية
- تكنولوجيا المعلومات والعنوان عن بعد
- الميكانيكي
- النسيج
- البناء
- الإقليم
- الزراعية الصناعية
- البيولوجي
- العمل الاقتصادي
- اللغوي للشركات

### إصلاح بيرلينجير
تضمن إصلاح بيرلينجير لاحقًا إعادة تنظيم عامة للمدرسة الإيطالية، وقد أُطلق من قبل وزير التعليم العام في حكومة برودي الأولى ورئيس الجامعة السابق لجامعة سيينا لويجي بيرلينجير، ولكن حتى قبل بدء نفاذه أُلغي هذا الإصلاح بالكامل بموجب القانون رقم 53 والمعروف باسم إصلاح موراتي، بحيث لم تجد خطة المدرسة الجديدة التي قررها برلينجور تطبيقًا ملموسًا.
كان هذا الإصلاح سيؤدي إلى إلغاء تقسيم المدارس الابتدائية والمتوسطة والثانوية عن طريق استبدال كل شيء بهيكل قائم على الدورة، وُضعت ست سنوات من المرحلة الابتدائية (أو الأساسية) للأطفال الذين تتراوح أعمارهم بين 6 إلى 12 عامًا وست سنوات أخرى من الدورة الثانوية للأولاد الذين تتراوح أعمارهم بين 12 و18 عامًا. كان من شأن الإصلاح أن يرفع التعليم الإلزامي إلى 15 عامًا (في الوقت الذي كان فيه التعليم الإلزامي لا يزال في الصف الثالث، بينما أصبح اليوم في سن 16 من قبل الوزير فيوروني)، كان هناك أيضًا نوع جديد من الالتزام وهو التدريب المهني الذي سيستمر حتى 18 عامًا.
بحيث تُقسم الدورة الأولية ومدتها ست سنوات إلى ثلاث فترات كل فترة سنتين، وتتولد المدرسة الأساسية من اندماج المدارس الابتدائية والمتوسطة، حيث تركز كثيرًا على تقليل عدد المواد وعدد المعلمين في الفصل الواحد مقارنة بنموذج المدرسة المتوسطة القديم.
تم توقع دورة ثانوية مدتها ست سنوات مقسمة إلى ستة مجالات، تلتقي فيها جميع المدارس الثانوية القديمة:
- العلوم الإنسانية.
- العلمي.
- تقنية.
- التكنولوجية.
- الفنية.
- الموسيقى.

بعد عام تمهيدي أول يشمل جميع العناوين، في العامين التاليين يكون لا يزال هناك العديد من الموضوعات المشتركة للسماح للطالب بفهم عنوان المدرسة الذي هو الأفضل بالنسبة له ولتسهيل الانتقال من عنوان إلى آخر. في نهاية فترة السنوات الثلاث الأولى التي هي نهاية الفترة الإلزامية كان من المقرر إجراء اختبار تمهيدي لفترة السنوات الثلاث الأخيرة، وفي نهاية الدورة بأكملها كان من المقرر أن أن يؤدى الطالب أمتحانًا للحصول على الدبلوم.
وكان هناك تغيير آخر يتمثل في إمكانية عدم حصول الطالب الحاصل على دبلوم المدارس المتوسطة على مقرره الدراسي، مع الالتزام بالتدريب المهني الذي يصل إلى 18 عامًا والذي يجب بعد ذلك الحصول على دبلوم على أي حال.
لم يدخل الإصلاح حيز التنفيذ، إلا بداية من العام الدراسي 2003-2004 وذلك وفقًا للقانون 53ن، والذى تم تطبيقه في 28 مارس 2003 كما أن إصلاح موراتي أعاد تصميم النظام المدرسي بأكمله بطريقة مختلفة.

### المدارس الثانوية قبل إصلاح موراتي
ما زالت المدارس الثانوية تتبع إصلاح 1923 على يد الوزير جيوفاني جنتيلي وتم تقسيمها بشكل أساسي إلى خمسة فروع رئيسية:
- المدارس الثانوية
- المعاهد الفنية
- المعاهد المهنية
- معاهد فنية
- معاهد القضاء

تم تقسيم المدارس الثانوية الفعلية، دون حساب تجارب بروكا إلى:
- مدرسة ثانوية كلاسيكية (مقسمة إلى صالة للألعاب الرياضية العليا - أي صالة ألعاب رياضية رابعة وخامسة - للسنتين الأولى والثانية ومدرسة ثانوية كلاسيكية مناسبة للسنوات الثلاث التالية)
- المدرسة الثانوية العلمية
- مدرسة ثانوية فنية وفنية مع تجربة موسيقية و / أو مشاقة
- الثانوية اللغوية

كانت المدرسة الثانوية الفنية في الأصل مدتها أربع سنوات فقط ولم يُسمح بعدها بعد هذه الفترة إلا بأكاديمية الفنون الجميلة. مع بدء السنة الخامسة للتكامل تم السماح بالوصول إلى جميع كليات الجامعة. ومع ذلك يمكن الوصول إلى أكاديمية الفنون الجميلة وكلية الهندسة المعمارية بعد الحصول على دبلوم السنة الرابعة، بحكم التقسيم بعد السنة الثانية من المدرسة الثانوية في أقسام تتعلق بهذه العناوين المحددة.
- المعاهد الفنية التي تدوم أيضًا خمس سنوات (للخريجين حتى عام 1969 مع إمكانية الوصول إلى كليات جامعية محددة مع عنوان متوافق مع دراستهم للخريجين بعد عام 1969 مع إمكانية الوصول إلى جميع الكليات الجامعة):
  - المعهد الفني للطيران
  - المعهد الفني الزراعي (ITA)
  - المعهد الفني للأنشطة الاجتماعية (ITAS)
  - المعهد التجاري التقني (ITC)
  - المعهد الفني للمساحين (ITG)
  - المعهد الفني الصناعي (ITI)
  - المعهد الفني البحري (ITN)
  - المعهد الفني للسياحة
- تنقسم المعاهد المهنية إلى بعض المناطق الكلية:
  - الزراعة والبيئة
  - الصناعة والحرف
  - خدمات الفنادق والمطاعم (IPSSAR)
  - الخدمات التجارية والسياحية والإعلانية

كانت مدة الدورات سنتين أو ثلاث سنوات (تم توحيدها بعد ذلك إلى ثلاث سنوات)، وفي النهاية يحصل الطالب على مؤهل مهني، بعد ذلك يمكنه اختيار مواصلة دراسته مع السنتين التاليتين (أنشئت في نهاية السبعينيات من القرن العشرين)، وفي النهاية يحصل الطالب على شهادته ومعها إمكانية الوصول إلى أي كلية جامعية.
تمت إضافة هذه الأوامر من المدارس إلى المعهد القضائي الذي أدخله إصلاح غير اليهود، والذي كان الغرض منه هو إعداد أعضاء هيئة التدريس بالمدرسة الابتدائية. كانت المدة الأصلية للدورة أربع سنوات مع إمكانية الوصول إلى الجامعة. وفي هذه الحالة أيضًا تم تقديم سنة تكميلية خامسة في السبعينيات من القرن العشرين للسماح بالوصول إلى جميع كليات الجامعة مع إدخال الشهادة الإلزامية للعاملين في المدارس الابتدائية (رياض الأطفال السابقة والمدارس الابتدائية)، تم تحويل المعاهد القضائية إلى أشكال مختلفة، فأصبحوا اليوم لجميع النوايا والمقاصد، حيث أصبحوا يتمثلون في المدارس الثانوية الاجتماعية، المدارس الثانوية للعلوم الاجتماعية أو المدارس الثانوية العلمية. ومثل التعليم الفني كالمعاهد الفنية (الفن التطبيقي) والمدارس الثانوية الفنية (الفن الأكاديمي).
لم يُسمح بالوصول إلى جميع كليات الجامعة لجميع المدارس الثانوية التي مدتها خمس سنوات إلا منذ عام 1969 (كان يُسمح في السابق فقط لخريجي المدارس الثانوية والكليات الفردية لجميع المدارس الثانوية الأخرى).

### إصلاح موراتي
نص إصلاح موراتي على ثلاثة مسارات متميزة: مدرسة ثانوية وتقنية، والأخرى محترفة، تتم إدارته على المستوى الإقليمي:
- المدرسة الثانوية الفنية
- المدرسة الثانوية الكلاسيكية
- المدرسة الثانوية الاقتصادية
- الثانوية اللغوية
- المدرسة الثانوية الموسيقية والكوريغرافي
- المدرسة الثانوية العلمية
- المدرسة الثانوية التكنولوجية (التعليم الفني)
- المدرسة الثانوية للعلوم الإنسانية
- مؤسسة مهنية

ينص الإصلاح على فترة دراسية مدتها خمس سنوات وأخرى مدتها أربع سنوات للمعهد المهني (مع إمكانية دمج السنة الخامسة).

### تدخلات فيوروني
في عام 2006، ألغى الوزير جوزيبي فيوروني إصلاح موراتي من خلال المضي قدمًا مع مزيد من التعديلات:
- تم استئناف فكرة إصلاح برلينجور فيما يتعلق بالامتحان في المدرسة الثانوية، والتي تنص على تشكيل لجنة مكونة من 4 أعضاء خارجيين (بما فيهم الرئيس) و 3 أعضاء داخليين.[10] تمت زيادة العدد الإجمالي للاعتمادات من 20 إلى 25، بينما انخفضت نتيجة المقابلة الشفوية من 35 إلى 30 نقطة.
- أعيد تقديم امتحان التعويض، والذي بموجبه اضطر الطالب إلى ملء الديون (القصور) المبلغ عنها في مادة أو أكثر من المواد لدخول الصف التالي.[11][12]

تم تطبيق الابتكارات المقترحة من العام الدراسي 2007-2008.

### إصلاح جيلميني
في خريف عام 2008 تلقى مجلس الوزراء من مارياستيلا چيلميني الخطوط الرئيسية التي توجه إصلاح المدارس.
ظهرت الإصلاحات الأخيرة التي بدأت خلال العام الدراسي 2010-11 في أفضل صورة فقط في 2014-15. حيث كان هناك احتجاجات -من المدارس الثانوية والجامعات- مما أدى إلى الإضرابات.
يعيد البرنامج هيكلة نظام التدريب إلى:
- ستة عناوين للمدارس الثانوية.[16]
- نوعان من المعاهد الفنية مقسمة إلى أحد عشر عنوانًا.[17][18]
- نوعين من المعاهد المهنية مقسمة إلى ستة عناوين.

## الطلب الحالي
- معالجة العمارة والبيئة
- تصميم العنوان
- العنوان السمعي البصري والوسائط المتعددة
- عنوان الرسم
- عنوان تصميم المرحلة
- المدرسة الثانوية الكلاسيكية
- الثانوية اللغوية
- المدرسة الثانوية الموسيقية والكورالية
- المدرسة الثانوية الموسيقية
- مدرسة ثانوية رقصية
- المدرسة الثانوية العلمية
- العنوان التقليدي
- عنوان العلوم التطبيقية
- عنوان الرياضة
- المدرسة الثانوية للعلوم الإنسانية
- العنوان التقليدي
- الاتجاه الاقتصادي والاجتماعي
- المعهد الفني
- القطاع الاقتصادي
- الإدارة والتمويل والتسويق
- التعبير التقليدي
- العلاقات الدولية للتسويق
- توضيح نظم معلومات الشركة
- عنوان السياحة
- قطاع التكنولوجيا
- الميكانيكا والميكاترونيك والطاقة
- التعبير الميكانيكي والميكاترونيك
- توضيح الطاقة
- عنوان النقل والخدمات اللوجستية
- توضيح بناء السيارة
- توضيح السيارة
- التعبير اللوجستي
- الإلكترونيات والهندسة الكهربائية
- التعبير الإلكتروني
- التعبير الهندسة الكهربائية
- التعبير الآلي
- التخصص في تكنولوجيا المعلومات والاتصالات
- التعبير تكنولوجيا المعلومات
- التعبير عن الاتصالات السلكية واللاسلكية
- الرسومات والاتصالات
- تخصص الكيمياء والمواد والتكنولوجيا الحيوية
- التعبير الكيميائي
- التعبير التكنولوجيا الحيوية البيئية
- التعبير التكنولوجيا الحيوية الصحية
- التخصص النسيج والملابس والأزياء
- التعبير التقليدي
- التعبير عن الأحذية والأزياء
- التعبير عن خدمات الغرف والبيع
- التعبير عن الاستقبال السياحي
- قطاع الصناعة والحرف
- العنوان الحرف اليدوية والإنتاج الصناعي
- التعبير الصناعة
- صياغة الحرف اليدوية
- عنوان الصيانة والمساعدة الفنية

كما هو منصوص عليه في DPR n. 323/1998 (بتاريخ 23 يوليو 1998) خلال فترة الثلاث سنوات الأخيرة يتلقى الطالب -على أساس متوسط التقييمات المبلغة في نهاية العام- ائتمانات حيث يُساهم المجموع في تشكيل العلامة النهائية للامتحان النهائي.

### الائتمان المدرسي
المرسوم التشريعي الصادر في 13 أبريل 2017 ن. 62 حلَّ محل النظام السابق فيما يتعلق بتعيين الائتمان المدرسي. فهو ينشئ جدول تحويل استنادًا إلى متوسط العلامات التي أبلغ عنها الطالب في الاقتراع النهائي. تضمنت النتيجة مقارنة بالتقييم نفسه ما لا يقل عن 4 نقاط والحد الأقصى 8 للسنة الثالثة والرابعة من الدراسات: في الخامس تم رفع النتيجة من 5 إلى 9.
يمكن أن تساهم الأنشطة التدريبية الأخرى التي يقوم بها الطالب أيضًا في الحصول على الائتمان، مثل التدريب الداخلي والشهادات الرياضية أو الشهادات اللغوية.

### امتحان تدريب الديون
تألف امتحان الجبر الذي بُدِئ في العشرينات من القرن الماضي من اختبار واحد أو أكثر كان يتعين على الطالب اجتيازه للوصول إلى العام الدراسي التالي في الموضوعات التي أبلغ فيها الاختبار النهائي عن وجود أوجه قصور، تم إلغاؤها في عام 1995 على يد الوزير فرانشيسكو دي أونوفريو، ليحل محله «الدين التعليمي».
شريطة النظام الأخير أن يتم ملء القصور المبلغ عنها خلال العام الدراسي التالي، على الرغم من أن الفشل في استعادته لم يؤثر على سير الدراسة بانتظام. تم إلغاؤه في عام 2007 بعد إصلاحات فيوروني.

### تعليق الحكم
حدد إصلاح عام 2007 «تعليق الحكم»، وهو نظام يستدعي جزئياً امتحان التعويض. يجب على الطالب الذي قام في الاقتراع النهائي بالإبلاغ عن واحد أو أكثر من أوجه القصور (بحد أقصى 3 أو 4 تخصصات) أن يملأها قبل السنة الدراسية التالية للقبول في الفصل التالي. يتم إعطاء الطلاب الفرصة لحضور دورات الاسترداد (عادة بعد وقت قصير من الانتهاء من المدرسة) بينما يتم إجراء الاختبارات- التي تتكون من اختبارات شفوية أو كتابية- قبل بداية العام الدراسي الجديد مباشرةً.
أي تعليق للحكم لا يؤثر على التنازل عن الائتمان المدرسي.

## أجهزة المدرسة

### الجمعية المدرسية
اجتماع المدرسة هو اجتماع لجميع الطلاب الذي يمثل لحظة المقارنة والمناقشة بينهم، بهدف تحديد مشاكل المدرسة والمجتمع. يحكمه المرسوم التشريعي الموحد للقانون 297/94 الذي ينص على حق طلاب المؤسسة في الالتقاء بيوم واحد في الشهر مع استبعاد آخر شهر من الدروس. تم تأسيس الجمعية مع ما يسمى «الأحكام المفوضة في المدرسة» من 1973 - 1974. إذا رأى الطلاب ضرورة لذلك يمكن طلب مزيد من التجميعات في فترة ما بعد الظهر بشرط توفر مبنى المدرسة.
يحتوي التجميع على وظيفة السماح للطلاب بالتعرف على المشكلات الاجتماعية وشحذ الروح النقدية تجاه الأحداث الحالية، والتأمل في الحياة المدرسية، كما يمكن أن ينتج مستندات لتقديمها إلى مدير المدرسة. قد تختلف طرق التطوير باختلاف المساحات، وعادةً ما يتم استخدام قاعة المحاضرات والصالة الرياضية كونها الغرف الأكثر اتساعًا والأنسب لاستيعاب كامل الجسم الطلابي، وكذلك -إذا لزم الأمر- تكون الفصول الدراسية والمختبرات أو الغرف الداخلية الأخرى مفيدة لعقد مجموعات أصغر. يمكن تقسيم جمعية المعهد وفقًا لتوافر المبنى إلى فصول متوازية مما يسمح للدورات المدرسية المختلفة بتنظيم جمعيات مقسمة. يمكن أن يكون الاسلوب الذي يتم التفكير فيه لبدء المناقشة مختلفًا مثل مشاهدة فيلم أو تدخل مدرس أو متحدث خارجي، وفي بعض المؤسسات يتم تقسيم الجمعية إلى «لجان نقاش» مختلفة موضحة في جدول الأعمال، وبالتالي تتاح الفرصة للطلاب لاختيار الموضوع المراد متابعته.
يمكن طلب التجميع من قبل غالبية لجنة الطلاب (إن وجدت) أو بنسبة 10% من الطلاب، حتى لو كان ذلك في العادة في العديد من المدارس للراحة، ومع ذلك غالباً ما يوافق مديرو المدارس على الطلب حتى من ممثلي المدرسة فقط. من الضروري أيضًا تحديد جدول أعمال يتم مناقشته في ساعات التجميع. يُعهد إلى مديري المدارس حصريًا بمهمة التعاون مع ممثلي المدارس لضمان سلامة الطلاب والامتثال للوائح، واعتماد التدابير اللازمة لضمان حسن سير أعمال الجمعية أو تعليقها إذا لم يكن ذلك ممكنًا.

### ممثلي المدرسة
يشير مصطلح «ممثلو المدرسة» إلى أعضاء مجلس المعهد المنتخبين من قبل أولياء الأمور والطلاب.
يختلف عددهم وفقًا لحجم الطلاب: إذا كان يساوي أو يقل عن 500 يكون ممثلو الطلاب وأولياء الأمور 3 لكل منهم، وإذا كان فوق 500 يكون الممثلين 4، في المدارس المتوسطة يتم تخصيص أماكن غير مخصصة للطلاب للآباء والأمهات، لذلك يكون عنصرها مزدوج التمثيل.
يتم انتخاب ممثلي المعهد من خلال النظام النسبي في شهري أكتوبر أو نوفمبر ويمثلون مكونهم أيضًا تجاه مدير المدرسة، والذي يمثلون في كثير من الأحيان النظير في القضايا التي تعارض الطلاب والمعلمين.

### مجلس المدرسة
مجلس المدرسة هو هيئة جماعية مكونة من مختلف المكونات داخل المدرسة ويتعامل مع الإدارة والإدارة الشفافة للمدارس الحكومية والمدارس الحكومية الإيطالية المعترف بها. تقوم هذه الهيئة بوضع واعتماد الإجراءات العامة المتعلقة باستخدام الموارد المالية التي تقدمها الدولة والهيئات العامة والخاصة. يوجد فيه ممثلون للمعلمين وأولياء الأمور وموظفي ATA والطلاب في المدارس الثانوية. رئيس المدرسة هو جزء منه كعضو من اليمين.
يتم انتخاب كل تمثيل ضمن مكونه من خلال المشاورات الانتخابية التي تجري بانتظام داخل المعهد. التفويض مدته ثلاث سنوات لأعضاء هيئة التدريس وأجهزة ATA وأولياء الأمور. التفويض سنوي بدلاً من ذلك في المدارس الثانوية للطلاب. تنتمي رئاسة مجلس المعهد إلى أحد الوالدين المنتخبين من قبل جميع أعضاء المجلس بالاقتراع السري.
إن تولي المنصب لهذا الدور يحول تلقائيًا دون المشاركة أو الترشيح لمكاتب التمثيل الأخرى.

### المجلس التنفيذي
ينتخب المجلس التنفيذي لمجلس المدرسة ويرأسه مدير المدرسة، كل مكون يعبر عن تمثيله. في المدارس الثانوية الأولى تتكون من معلم أو موظف إداري أو فني أو مساعد أو اثنين من الآباء (الأعضاء المنتخبين) من قبل المعلم الرئيسي ومدير الخدمات العامة والإدارية (أعضاء عن طريق اليمين). في المدرسة الثانوية يوجد في المجلس ممثل واحد فقط من الآباء وممثل واحد للطلاب.
وهي تتولى المهام التحضيرية والتنفيذية لمجلس المدرسة: فهي تقترح البرنامج السنوي (أو الميزانية) والحساب الختامي، وتعد أعمال المجلس وتهتم بتنفيذ القرارات النسبية. ومع ذلك يظل مجلس المدرسة الهيئة التداولية الوحيدة داخل المدرسة التي يحضرها جميع أعضاء المجتمع التعليمي.

### الجمعية الصفية
الجمعية الصفية هي هيئة جماعية للمدرسة الإيطالية، موجودة في المدرسة الثانوية. تجمع مجموعة الصف كل تلاميذ الصف الواحد لمناقشة المشكلات الداخلية لنفسها أو في المعهد الفردي. يمكن أن يعقده ممثلو الفصل بحد أقصى ساعتين دراسيتين في الشهر.
على الرغم من أن الممارسة في كثير من الأحيان تترك للفصول للقاء وراء الأبواب المغلقة، وفقًا للفقرة 8 من المادة 13 من القانون الموحد للتعليم، قد تساعد مجموعة الفصل أو المعهد بالإضافة إلى المدير أو مندوبه المعلمين الذين يرغبون في القيام بذلك خاصةً لأسباب تتعلق بالسلامة.

### ممثل الصف
ممثل الفصل الذي أنشأته الأحكام المفوضة في مدرسة عام 1973، لديه وظيفة تمثيل أولياء الأمور أو الطلاب في الفصل في مجلس الفصل. في المدارس الإيطالية، بدءًا من رياض الأطفال (رياض الأطفال والمدارس الرُضعية) وحتى المدارس الابتدائية، تعمل هذه الوظيفة في تمثيل الوالدين فقط ويتم انتخاب واحد لكل قسم أو فصل. في مدارس الصف الأول الثانوي، يزيد ممثلو أولياء الأمور في الفصل من واحد إلى أربعة في مجلس الفصل المعني. في مجلس الصف الثاني بالمدرسة الثانوية، ينتقل ممثلو أولياء الأمور من أربعة إلى اثنين، ويتم دمجهم من قبل ممثلين اثنين من الطلاب المنتخبين في كل فصل، ويمكنهم أن يطلبوا من المدرسين ساعتين في الشهر لتنفيذ اجتماع الفصل إذا لزم الأمر.

### مجلس الفصل
مجلس الفصل هو هيئة جامعية بالمدرسة الإيطالية، ويتألف من أعضاء هيئة التدريس بالمدرسة والمعلم الرئيسي وممثلي الطلاب وممثلي الوالدين. لديه مهمة تقديم مقترحات إلى المجلس الأكاديمي فيما يتعلق بالعمل التربوي والتعليمي وتيسير العلاقة بين المعلمين وأولياء الأمور والطلاب. مع مجرد وجود المعلمين، لديه اختصاص فيما يتعلق بتحقيق التنسيق التعليمي والعلاقات متعددة التخصصات والتقييم الدوري والنهائي للتلاميذ.

### كلية المعلمين
هيئة التدريس هي مؤسسة تداولية للمدرسة الإيطالية، أنشئت بموجب المرسوم الرئاسي 416 في 31 مايو 1974 المادة 4 المرفقة بالأحكام المفوضة بشأن المدرسة، يتكون أعضاء هيئة التدريس من جميع المعلمين العاملين في مؤسسة تعليمية ويرأسهم المعلم الرئيسي، ويتولى الأخير أيضًا تنفيذ قرارات المجلس. تجتمع في بعض الأحيان التي لا تتزامن مع الدروس، بناء على دعوة من مدير المدرسة أو بناء على طلب ثلث أعضائها على الأقل، كلما كانت هناك قرارات مهمة يتعين اتخاذها.
لجنة التدريس مسؤولة عن القرارات المتعلقة بالتدريس:
1. تحدد سنويًا البرامج التعليمية التربوية، مع إيلاء عناية خاصة للمبادرات المتعددة التخصصات.
2. صياغة مقترحات لمدير المدرسة لتكوين وتكوين الفصول لصياغة الجدول الزمني للدرس أو لأداء أنشطة المدرسة الأخرى، مع مراعاة المعايير العامة التي يحددها مجلس المدرسة.
3. تناقش تقسيم السنة الدراسية.
4. تقيم بشكل دوري الفعالية الشاملة للعمل التربوي فيما يتعلق بالتوجهات والأهداف المبرمجة، وتقترح عند الضرورة التدابير المناسبة لتحسينه.
5. تنص على اعتماد الكتب المدرسية بعد التشاور مع مجالس الفصل في حدود الموارد المالية التي يحددها مجلس المعهد واختيار الوسائل التعليمية.
6. تتبنى وتشجع -في نطاق اختصاصها- مبادرات التجريب.
7. تشجع على تحديث المبادرات التي تستهدف معلمي المعهد.
8. انتخاب المعلمين الداخليين المشاركين في اللجنة لتقييم خدمة أعضاء هيئة التدريس.
9. تخطط وتنفذ مبادرات لدعم التلاميذ المعوقين.
10. تتداول بناءً على اقتراح مجالس الفصل أنشطة التكامل والإنعاش (IDEI).
11. تقرر -من خلال اختصاصها- المشاريع والأنشطة شبه اللامنهجية التي تهدف إلى توسيع العرض التعليمي للمعهد.
12. تناقش معايير التنازل عن الاعتمادات المدرسية.

### مجلس المحافظة
مجلس المحافظة عبارة عن جهاز يجمع ممثلين (مختلفين عن ممثلي المعهد) لكل مدرسة في المقاطعة، ويكون لديه أمواله الخاصة والمخصصة لاستخدام الطلاب. يمكن أن يكون أيضًا وسيلة ممتازة لإنشاء شبكة منظمة من الطلاب وخلق حوار بناء بين المدارس المختلفة في نفس المنطقة، كما أنه يقرر الطرق والاجتماعات من خلال لوائحه الخاصة أو بقرار من الجلسة العامة. يتم انتخاب ممثلي مجلس المحافظة كل عامين من قبل الطلاب أثناء انتخابات ممثلي المعهد وبالطريقة نفسها.